# José María del Solar Victoriano
José María del Solar y Victoriano (Valparaíso, 1803 - Santiago en 1869) fue un político chileno. 
Militante liberal, fue secretario del Ministerio de Hacienda en el gobierno de Francisco Antonio Pinto, en 1829, por pocos meses. Con posterioridad a la derrota de los pipiolos en la Guerra Civil de ese año se dedicó a la agricultura y pasó a estudiar derecho en la Universidad de San Felipe, de la cual logró graduarse en 1836.
Durante los gobiernos conservadores mantuvo su postura de oposición, y fue elegido diputado en 1849 por el departamento de Valparaíso y Casablanca, integrando la Comisión permanente de Gobierno y Relaciones Exteriores.
No volvió a reelegirse como diputado titular. En 1852 salió elegido suplente por San Carlos, pero nunca ocupó la titularidad.